# Grzegorz Kupczyk
Grzegorz Robert Kupczyk (ur. 20 listopada 1958 w Poznaniu) – polski wokalista, muzyk, aranżer, producent.

## Życiorys
W latach 1982–1989 i 1996–2007 wokalista zespołu Turbo. W 1989 wspólnie z Marią Wietrzykowską założył zespół CETI. Współpracował także z zespołami: Esqarial, Chainsaw, Kruk, Non Iron, Aion, Red Pink, Panzer X i Wieko.
19 grudnia 2009 premierę miała książka biograficzna pt. Spowiedź Grzegorza Kupczyka (ISBN 978-83-922791-6-7) autorstwa Daniela Wolaka.
28 listopada 2012 został uhonorowany przez prezydenta Bronisława Komorowskiego Złotym Krzyżem Zasługi za „wybitny wkład w kulturę narodową”.
W 2018 nagrał z Krzysztofem Krawczykiem piosenkę „Turbogrosik” wydaną na albumie artysty pt. Biało-Czerwoni! Przeboje kibica.
W latach 2021–2022 na antenie Radia Poznań prowadził audycję muzyczną QPA gości. W 2022 został instruktorem w Młodzieżowym Domu Kultury w Koninie. W grudniu 2023 został wokalistą supergrupy Orkiestra Dorosłych Dzieci.

## Dyskografia
| Turbo - Dorosłe dzieci (1983, Polton) - Smak ciszy (1985, Klub płytowy "Razem") - Kawaleria Szatana (1986, Pronit) - Ostatni wojownik (1987, Pronit) - Last Warrior (1988, Noise Records) - Alive! (1988, Tonpress) - Epidemic (1989, Metalmaster) - Epidemie (1990, Polskie Nagrania Muza) - Awatar (2001, Metal Mind Productions) - Tożsamość (2004, Metal Mind Productions) - The History (2006, Metal Mind Productions) |  | Albumy solowe - Moje urodziny – 15 lat (1995, Omega) - Aksamitny sen (1996, Marmit) - W imię prawa (1999, Metal Mind Productions) - 20012000 – Live (2000, Oskar) - Demony czasu (2000, Metal Mind Productions) - Memories (2006, Metal Mind Productions) - Grzegorz Kupczyk 30 lat. Ballady vol. 1. Akustycznie vol. 2. (2012, EMI Music Poland) - Grzegorz Kupczyk 30 lat. Kolędy vol. 3 (2012, EMI Music Poland) - Memories II (2019, Metal Hammer) - Grzegorz Kupczyk (2024) Non Iron - Candless & Rain (1990, Metal Mind Productions) - Non Iron '91 (1991, Polton) |

Inne
- Dragon – Horde Of Gog (1989, Metal Master Records, gościnnie śpiew)[18]
- Acid Flamenco – Acid Flamenco (1995, Radio Merkury, gościnnie śpiew)
- Różni wykonawcy – Pokémon. Złap je wszystkie (1999, Koch)
- Aion – Reconciliation (2000, Metal Mind Productions, gościnnie śpiew)[19]
- Esqarial – Klassika (2004, Empire Records, gościnnie śpiew)[20]
- Chainsaw – The Journey into the Heart of Darkness (2005, Empire Records, gościnnie śpiew)[21]
- Red Pink – Live in Toscana (2006, wydanie własne)
- Chainsaw – Acoustic Strings Quartet (2008, Oskar, gościnnie śpiew)[22]
- Hungarica – Przybądź Wolności (2015, Olifant Records, gościnnie śpiew)[23]
- Wieko – Błękitny dym (2015, Wieko, śpiew)
- Biało-Czerwoni! Przeboje kibica (2018, Agencja Artystyczna MTJ, gościnnie duet z Krzysztofem Krawczykiem w utworze „Turbogrosik”)[8]

## Teledyski
- "Aksamitny sen" (2012, reżyseria: Dominik Czech)[24]

## Nagrody i wyróżnienia
| Rok  | Kategoria/Tytułem                   | Nagroda                       | Nota       |
| ---- | ----------------------------------- | ----------------------------- | ---------- |
| 1990 | Wokalista roku (Grzegorz Kupczyk)   | Plebiscyt Thrash'em All, 1989 | 4. miejsce |
| 2001 | Album roku metal (Turbo – Awatar)   | Fryderyk                      | Nominacja  |
| 2002 | Muzyk roku (Grzegorz Kupczyk)       | Plebiscyt Metal Hammer, 2001  | 2. miejsce |
| 2002 | Osobowość roku (Grzegorz Kupczyk)   | Plebiscyt Metal Hammer, 2001  | 1. miejsce |
| 2011 | Całokształt działalności wokalnej   | Nagroda Wodnika               | Laureat    |
| 2025 | Album roku metal (Grzegorz Kupczyk) | Fryderyk                      | Nominacja  |